# Владимир Орлић
Владимир Орлић (Београд, 15. април 1983) српски је политичар и инжењер електротехнике. Директор је Безбедносне информативне агенције од 2024. Обављао је функцију председника Народне скупштине Републике Србије од 2022. до 2024. године. Тренутно је члан Председништва Српске напредне странке. По образовању је доктор наука електротехнике и рачунарства. Орлић је резервни потпоручник Војске Србије.

## Биографија
Завршио је Основну школу „Јован Поповић” у Обреновцу и Математичку гимназију у Београду 2002. године. Дипломирао је на Електротехничком факултету Универзитета у Београду на Одсеку за електронику, телекомуникације и аутоматику, а 2012. године стекао је титулу доктора наука електротехнике и рачунарства. Објавио је преко 50 научних радова и био стипендиста Министарства просвете, Министарства за телекомуникације и информационо друштву, као и Фонда за младе таленте Владе Републике Србије.
Завршио је Курс резервних официра Војске Србије на Војној академији у Београду и произведен је у чин резервног потпоручника.

### Политичка делатност
Учланио се у Српску напредну странку одмах по оснивању 2008. године. Постао је најпре секретар, а потом и потпредседник њеног општинског одбора у Градској општини Чукарица. На изборима за одборнике Скупштине града Београда 2014. године, изабран је за градског одборника, као и 2018. године.
За народног посланика је изабран на изборима 2014, 2016. и 2020. године. Између 2016. и 2020. године је био заменик шефа посланичке групе Српске напредне странке, а у 12. сазиву (од 2020. до 2022) потпредседник парламента.
БИРН је 2018. објавио документацију која показује да је инспекција Министарства просвете ангажовање Орлића и Александра Мартиновића као предавача у у Вишој медицинској школи у Ћуприји оценила незаконитим. Орлић је у мају 2020, у гостовању на ТВ N1, негирао да је запослен у тој школи, али је БИРН сутрадан објавио документацију која показује да је он био ангажован као предавач на мастер студијама за школску 2019/20 годину.
За потпредседника Народне скупштине Републике Србије, изабран је 22. октобра 2020. године. Председник Народне скупштине постао је 2. августа 2022.
Добитник је Крста вожда Ђорђа Стратимировића септембра 2022. године.

## Одабрана дела
- Аутоматска класификација модулација на основу вредности кумуланта шестог реда, докторска дисертација (2011).[9]